# Люсне, Жан-Мишель
Жан-Мише́ль Люсне́ (фр. Jean-Michel Lucenay, род. 25 апреля 1978 года, Фор-де-Франс, Мартиника, Франция) — французский фехтовальщик на шпагах. Олимпийский чемпион 2016 года в командной шпаге, шестикратный чемпион мира, пятикратный чемпион Европы, многократный призёр мировых и европейских чемпионатов.

## Биография
Жан-Мишель Люсне родился в Фор-де-Франс — заморском регионе Франции — в 1978 году. Там же в 6 лет он начал заниматься фехтованием.
В 24 года Жан-Мишель добился первых серьёзных результатов: в составе команды Франции он выиграл золотую медаль на чемпионате мира. В 2003 году на чемпионате Европы он занял первое место в командном первенстве.
В 2008 году на предолимпийском чемпионате Европы француз выиграл бронзовую медаль в личном первенстве и золотую в командном турнире. Несмотря на хорошее выступление на чемпионате, Жан-Мишель поехал на Олимпийские игры в качестве запасного. Любопытный факт, что сборная Франции победила Олимпийские игры в командных соревнованиях, но Люсне остался без медали.
В 2009 году на чемпионате мира шпажист стал двукратным чемпионом мира, выиграв командный турнир. Следующие два чемпионата мира и Европы (2010 и 2011) также остались за французской командой. А на домашнем чемпионате мира (в 2010 году) Жан-Мишель выиграл первую и пока единственную личную медаль чемпионата мира — бронзу. А за несколько месяцев до этого француз стал чемпионом Европы в личном первенстве.
На Олимпийских играх в Лондоне командной шпаги представлено не было, и на чемпионате мира в командном турнире шпажистов французская команда стала второй. А в личном турнире Олимпиады Жан-Мишель не попал в заявку.
В 2014 году на чемпионате Европы Жан-Мишель Люсне выиграл бронзу в личном первенстве, а затем стал пятикратным чемпионом мира, завоевав золотую медаль в командном турнире.
В 2016 году француз стал третьим на европейском чемпионате в личных соревнованиях шпажистов, затем стал чемпионом Европы в командных соревнованиях. На Олимпийских играх в Рио-Де-Жанейро Жан-Мишель не фехтовал в личном первенстве, зато в командном завоевал медаль высшей пробы.
В 2017 году Жан-Мишель не добился крупных результатов на чемпионате Европы, но на мировом первенстве он стал шестикратным чемпионом мира, победив в командных соревнованиях.

## Лучшие результаты

### Олимпийские игры
- Золото — Олимпийские игры 2016 (Рио-де-Жанейро, Бразилия) (команды)

### Чемпионаты мира
- Золото — чемпионат мира 2002 года (Лиссабон, Португалия) (команды)
- Золото — чемпионат мира 2009 года (Анталья, Турция) (команды)
- Золото — чемпионат мира 2010 года (Париж, Франция) (команды)
- Золото — чемпионат мира 2011 года (Катания, Италия) (команды)
- Золото — чемпионат мира 2014 года (Казань, Россия) (команды)
- Золото — чемпионат мира 2017 года (Лейпциг, Германия) (команды)
- Серебро — чемпионат мира 2012 года (Киев, Украина) (команды)
- Бронза — чемпионат мира 2010 года (Париж, Франция)

### Чемпионаты Европы
- Золото — чемпионат Европы 2003 года (Бурж, Франция) (команды)
- Золото — чемпионат Европы 2008 года (Киев, Украина) (команды)
- Золото — чемпионат Европы 2010 года (Лейпциг, Германия)
- Золото — чемпионат Европы 2011 года (Шеффилд, Великобритания) (команды)
- Золото — чемпионат Европы 2016 года (Торунь, Польша) (команды)
- Бронза — чемпионат Европы 2008 года (Киев, Украина)
- Бронза — чемпионат Европы 2014 года (Страсбург, Франция)
- Бронза — чемпионат Европы 2016 года (Торунь, Польша)

## Награды и звания
30 ноября 2016 года было присвоено звание кавалера ордена Почётного легиона.